# Вортча
Вортча́ (рос. Вортча) — присілок в Кезькому районі Удмуртії, Росія.
Населення — 113 осіб (2010; 134 в 2002).
Національний склад станом на 2002 рік:
- удмурти — 83 %

Урбаноніми:
- вулиці — Нова, Садова, Центральна